# Ruggiero di Lauria (nave da battaglia)
La Ruggiero di Lauria fu una nave da battaglia pre-dreadnought della Regia Marina, prima unità dell'omonima classe.
Entrata in servizio nel 1888, ebbe uno scarso impiego operativo e fu radiata nel 1909; lo scafo fu impiegato come deposito galleggiante di carburante alla Spezia, dove fu affondato nel 1943.

## Storia
Impostata nel Cantiere navale di Castellammare di Stabia il 3 agosto 1881, la nave fu varata il 9 agosto 1884 con il nome di Ruggiero di Lauria in onore dell'omonimo ammiraglio italiano vissuto nel XIII secolo; la corazzata entrò poi in servizio il 1º dicembre 1888.

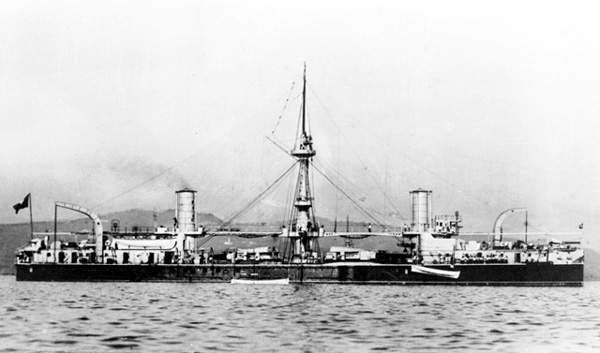
La nave tra il 1888 e il 1889

A causa del progetto poco innovativo della sua classe, la corazzata nacque già obsoleta, inferiore come capacità alle unità coeve, ed ebbe di conseguenza uno scarso impiego operativo. A maggio del 1890 si recò a Genova per i festeggiamenti per il 30º anniversario della Spedizione dei Mille. Nel 1895 fece parte, insieme all'unità gemella Andrea Doria, della formazione navale navale italiana inviata a presenziare alle cerimonie per l'apertura del canale di Kiel. Nel 1897 la nave venne dislocata a Creta partecipando alle operazioni navali internazionali nelle acque dell'isola, sconvolta da una ribellione delle popolazioni locali contro il governo dell'Impero ottomano; oltre a contribuire al blocco navale dell'isola, la nave partecipò a operazioni di sbarco di reparti sulla terraferma, stazionando dall'1 al 10 marzo davanti Ierapetra per proteggerla da attacchi degli insorti. L'Italia inviò la 2ª Divisione Navale della 1ª Squadra, al comando del contrammiraglio Enrico Gualterio, composta dalla corazzata Ruggiero di Lauria, dalle gemelle Francesco Morosini, al comando del capitano di vascello Carlo Amoretti, e Andrea Doria, dall'ariete torpediniere Stromboli e dall'incrociatore protetto Giovanni Bausan. La nave, al comando del capitano di vascello Alberto De Libero, fu inviata a La Canea insieme all'ariete torpediniere Stromboli, al comando del capitano di vascello Luigi Graffagni e a navi di altre potenze europee. Il capitano di vascello Carlo Amoretti fu nominato Comandante Militare Internazionale di La Canea e sbarcando prese possesso  del Quartier Generale della Gendarmeria, insieme agli ufficiali dei Carabinieri Reali che erano già sul posto, mentre il 6 febbraio in occasione di disordini scoppiati il giorno precedente a La Canea, dove, all’interno della città, i reparti turchi spararono sulla folla e i quartieri cristiani furono dati alle fiamme, le navi europee presenti nell'isola raccolsero i superstiti delle stragi, tra queste l'incrociatore protetto Etna al comando del capitano di vascello Giovanni Giorello, che dislocato precedentemente al'arrivo della 2ª Divisione nelle acque dell'isola, accolse a bordo 1.240 rifugiati, di cui oltre 700 cristiani in fuga dagli eccidi dei turchi.
Il 15 febbraio giunse a Creta il viceammiraglio Felice Napoleone Canevaro con la 1ª  Divisione della 1ª Squadra, formata dalle corazzate Sicilia, nave insegna di Canevaro, e Re Umberto, dall'incrociatore protetto Vesuvio e dall'incrociatore torpediniere Euridice. Il viceammiraglio Canevaro che sostituì al comando della squadra navale italiana il contrammiraglio Gualterio, per l’anzianità nel grado, assunse il comando del Consiglio degli Ammiragli. 
Dopo il disarmo il suo scafo, ridesignato come GM45, servì come deposito di carburante galleggiante. Nel 1926 venne creata l'AGIP che chiese alla Regia Marina di 
utilizzare a Napoli gli scafi della Ruggiero di Lauria e della torpediniera d'alto mare Procione come depositi galleggianti, poiché nel porto della città c’era bisogno di aumentare il bunkeraggio in attesa della costruzione del deposito costiero di San Giovanni a Teduccio con il relativo collegamento con il pontile di Vigliena. Gli scafi delle due navi utilizzati come depositi galleggianti venivano riforniti dalle navi dell'AGIP e da quelle noleggiate. Dopo che venne ultimato il deposito costiero lo scafo della Ruggiero di Lauria fu trasferito a Genova mentre quello della Procione fu restituito alla Marina. Durante la seconda guerra mondiale, lo scafo si trovava nel porto della Spezia sempre in funzione di deposito galleggiante dove, colpito nel corso di un'incursione aerea alleata nel 1943, affondò adagiandosi sui bassi fondali del porto; nel dopoguerra venne recuperato e avviato alla demolizione, avvenuta tra il 1946 e il 1947.